# 瓦伊納庫圖尼山
12°16′2″S 75°59′4″W / 12.26722°S 75.98444°W
瓦伊納庫圖尼山（西班牙語：Huayna Cotoni），是秘魯的山峰，位於該國中南部利馬大區，處於北面的蒂克利亞科查湖和南面的瓦斯卡科查湖之間，屬於安第斯山脈的一部分，海拔高度5,463米。